# Clumping factor A
Clumping factor A (czynnik skupiania, koagulaza związana) – czynnik wirulencji gronkowca złocistego (Staphylococcus aureus), który jest odpowiedzialny za wykrzepianie osocza poprzez związanie się z fibrynogenem i przekształcenie go w fibrynę. Wiąże się także z białkiem regulatorowym dopełniacza.

## Próba na koagulazę
Próba na koagulazę jest stosowana do odróżnienia S. aureus od gronkowców koagulazo-ujemnych. Staphylococcus aureus wytwarza dwa typy koagulazy (koagulazę związaną i koagulazę wolną). Koagulaza związana może być wykryta za pomocą testu szkiełkowego, a koagulaza wolna za pomocą testu probówkowego.

### Test szkiełkowy
Test szkiełkowy zawsze przeprowadza się wraz z kontrolą testu, aby wykluczyć autoaglutynację. Na szkiełko nanosi się osobno dwie krople roztworu soli fizjologicznej (jedna testowa, druga kontrolna). Następnie w obydwu kroplach zawiesza się szczep bakterii przy użyciu ezy. W dalszej kolejności do kropli testowej dodaje się kroplę osocza króliczego, dobrze miesza, następnie delikatnie kołysze się szkiełko przez 10 sekund. Druga kropla oznaczona jako kontrolna powinna pozostać niezmieniona.
- Test jest dodatni, gdy po 10 sekundach można makroskopowo stwierdzić obecność agregatów.
- Test jest ujemny, gdy nie obserwujemy obecności agregatów.

Jeśli test szkiełkowy jest ujemny, należy przeprowadzić test probówkowy w celu potwierdzenia.

### Test probówkowy

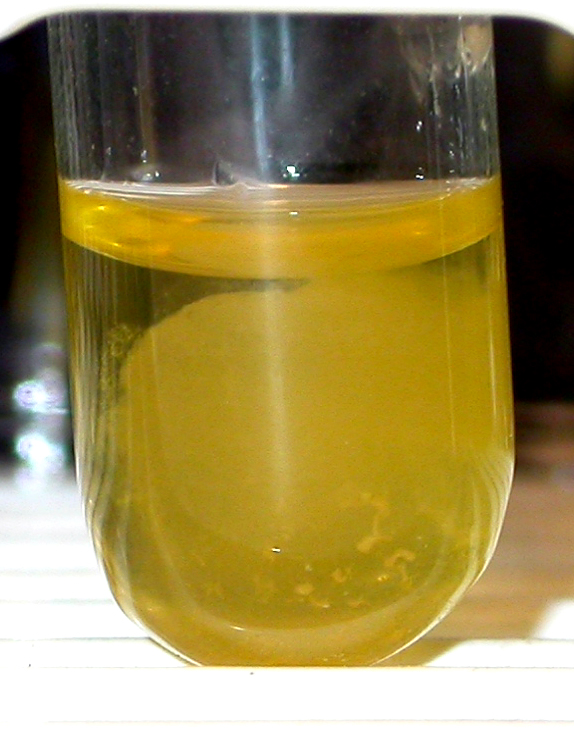
Skrzep fibrynowy wytworzony przez koagulazę

W teście używa się osocza króliczego rozcieńczonego solą fizjologiczną w stosunku 1:5, którym zawiesza się pełne oczko ezy badanych gronkowców (Gram-dodatnie ziarenkowce katalazo-dodatnie). Probówka jest inkubowana w 37 °C przez 4 godziny. Jeśli wynik próby jest ujemny inkubację przedłuża się do 18 godzin i ponownie odczytuje wynik.
- Jeśli wynik jest dodatni (np. badany szczep jest S. aureus) osocze skoaguluje się tworząc skrzep (czasami płyn ulega całkowitemu zestaleniu).
- Jeśli wynik jest ujemny osocze pozostanie płynne. Ujemny wynik może oznaczać Staphylococcus epidermidis, ale potwierdzić to mogą tylko bardziej szczegółowe badania, użycie testów biochemicznych. Wyniki fałszywie ujemne można otrzymać, gdy próba nie została należycie wychłodzona (30 minut w temp. pokojowej lub 10 minut w zamrażarce), aby surowica mogła się stopić. Jeśli wynik był prawdziwie ujemny, surowica pozostanie płynna nawet po ochłodzeniu.

- Gronkowce koagulazo-dodatnie: Staphylococcus aureus subsp. anaerobius, S. a. aureus, S. a. delphini, S. hyicus, S. intermedius, S. lutrae i Staphylococcus schleiferi subsp. coagulans.

- Gronkowce koagulazo-ujemne o znaczeniu klinicznym: S. saprophyticus, S.cohnii subsp. cohnii, S. cohnii subsp. urealyticum, S. captitus subsp. captitus, S. warneri, S.hominis, S.epidermidis, S. caprae i S.lugdunensis.